# Maderavan
Maderavan är en sjö i Sorsele kommun i Lappland och ingår i Umeälvens huvudavrinningsområde. Sjön har en area på 0,198 kvadratkilometer och ligger 336,2 meter över havet. Maderavan ligger i Vindelälven Natura 2000-område. Sjön avvattnas av vattendraget Madbäcken.

## Delavrinningsområde
Maderavan ingår i det delavrinningsområde (727249-157359) som SMHI kallar för Utloppet av Maderavan. Medelhöjden är 363 meter över havet och ytan är 2,17 kvadratkilometer. Räknas de 4 avrinningsområdena uppströms in blir den ackumulerade arean 31,03 kvadratkilometer. Madbäcken som avvattnar avrinningsområdet har biflödesordning 3, vilket innebär att vattnet flödar genom totalt 3 vattendrag innan det når havet efter 311 kilometer. Avrinningsområdet består mestadels av skog (85 procent). Avrinningsområdet har 0,2 kvadratkilometer vattenytor vilket ger det en sjöprocent på 9 procent.